# Резесідзе Герасіме Гогійович
Герасіме Гогійович Резесідзе (нар. 22 лютого 1993) — грузинський та український футболіст, півзахисник клубу «Черкаський Дніпро».

## Життєпис

### Грузія
Футбольну кар'єру розпочав у 2012 році в складі клубу «Локомотив» (Тбілісі) з Ліги Пірвелі. Дебютував у футболці столичного клубу 19 березня 2012 року в нічийному (0:0) домашньому поєдинку 1-о туру Ліги Пірвелі проти «Чхерімели». Герасіме вийшов на поле в стартовому складі, а на 61-й хвилині його замінив Ерекле Султанішвілі. У складі «Локомотива» зіграв 8 матчів.
Сезон 2012/13 років розпочав у футболці «Аеті» (Сухумі) з Ліги Пірвелі. Дебютував у футболці клубу з Сухумі 24 вересня 2012 року в програному (0:2) домашньому поєдинку 5-о туру Ліги Пірвелі проти «Самтредії». У складі «Аеті» зіграв 2 поєдинки.

### Україна
У 2014 році виїхав до України, де виступав за аматорські клуби. У 2014 році виступав у «Рубіні» (Пісківка). Наступного року перейшов у столичний «Локомотив-Джорджія». У 2017 році виступав у «Джуніорс» (Шпитьки), зіграв 12 матчів.
Наприкінці липня 2017 року перейшов до «Черкаського Дніпра». Дебютував у складі черкащан 30 липня 2017 року в програному (0:2) домашньому поєдинку 3-о туру Перщої ліги проти МФК «Миколаїв». Резесідзе вийшов на поле в стартовому складі та відіграв увесь матч.